# 大澤連丘克河

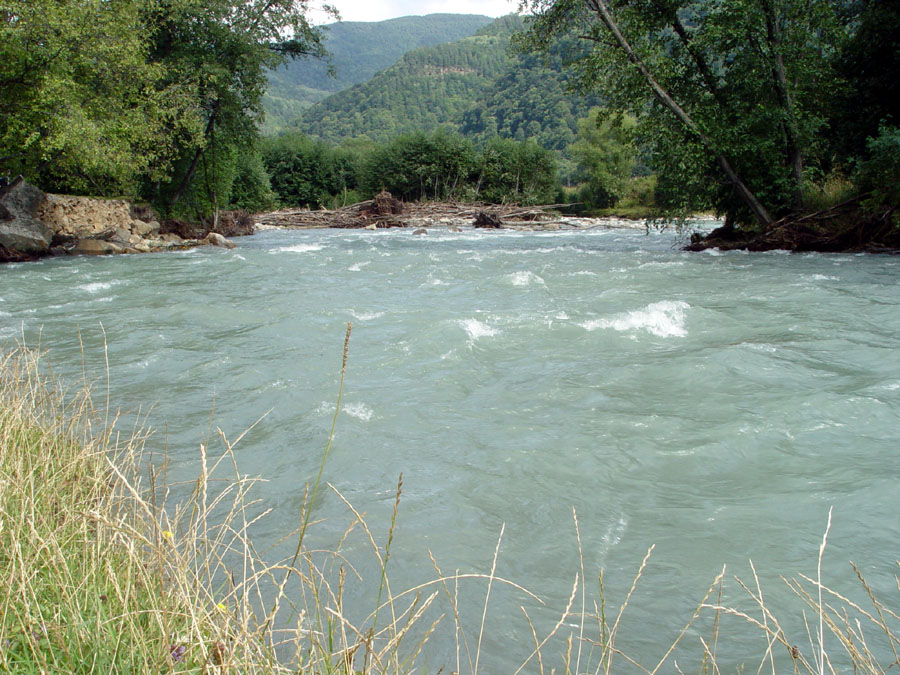

44°37′37″N 41°56′01″E / 44.6269°N 41.9336°E
大澤連丘克河（俄语：Большой Зеленчук），是俄羅斯的河流，位於該國西南部，屬於庫班河的左支流，流經北高加索地區，河口處在涅溫諾梅斯克，河道全長158公里，流域面積2,730平方公里。